# Фернандес, Аарон
Аарон Фернандес Гарсия (исп. Aarón Fernández García; 30 июля 1987, Мехико, Мексика) — мексиканский футболист, вратарь.

## Клубная карьера
Фернандес — воспитанник клуба УАНЛ Тигрес. 21 июня 2009 года в поединке Суперлиги против американского «Чивас США» он дебютировал за основной состав. Несмотря на то, что Аарон был запасным вратарём и долгое время не мог дебютировать в чемпионате, он трижды выиграл национальное первенство, стал финалистом Кубка Либертадорес и дважды финалистом Лиги чемпионов КОНКАКАФ. 5 февраля в матче против «Толуки» он дебютировал в мексиканской Примере, заменив получившего травму Энрике Палоса.

## Достижения
Клубные
 УАНЛ Тигрес
- Чемпионат Мексики по футболу — Апертура 2011
- Чемпионат Мексики по футболу — Апертура 2015
- Чемпионат Мексики по футболу — Апертура 2016
- Финалист Кубка Либертадорес — 2015
- Победитель Североамериканской суперлиги — 2009